# 종다리꽃
종다리꽃(Cortusa matthioli var. pekinensis )은 앵초과의 여러해살이풀이다.
한반도 북부지방에 분포하며, 나도깨풀이라고도 한다. 산지에서 자란다. 높이 30cm 내외이고 줄기에는 잎자루와 더불어 짧은 털이 많다. 잎은 부리에서 모여나며 신장 모양의 원형인데 가장자리가 9-13개로 갈라지고 양면에 털이 있다. 꽃은 7월에 홍자색으로 피며 꽃줄기끝에서 5-12개의 꽃이 산형꽃차례로 달린다. 화관은 지름 1.5cm 정도로서 끝이 5개로 갈라져 수평으로 퍼지고, 꽃받침은 종 모양이며 5개로 갈라진다. 5개의 수술과 1개의 암술이 있으며, 열매는 삭과로서 난상 구형이며 끝이 5개로 갈라진다.